# Domecia hispida
Domecia hispida är en kräftdjursart som beskrevs av Joseph Fortuné Théodore Eydoux och Louis François Auguste Souleyet 1842. Domecia hispida ingår i släktet Domecia och familjen Trapeziidae. Inga underarter finns listade i Catalogue of Life.

## Bildgalleri

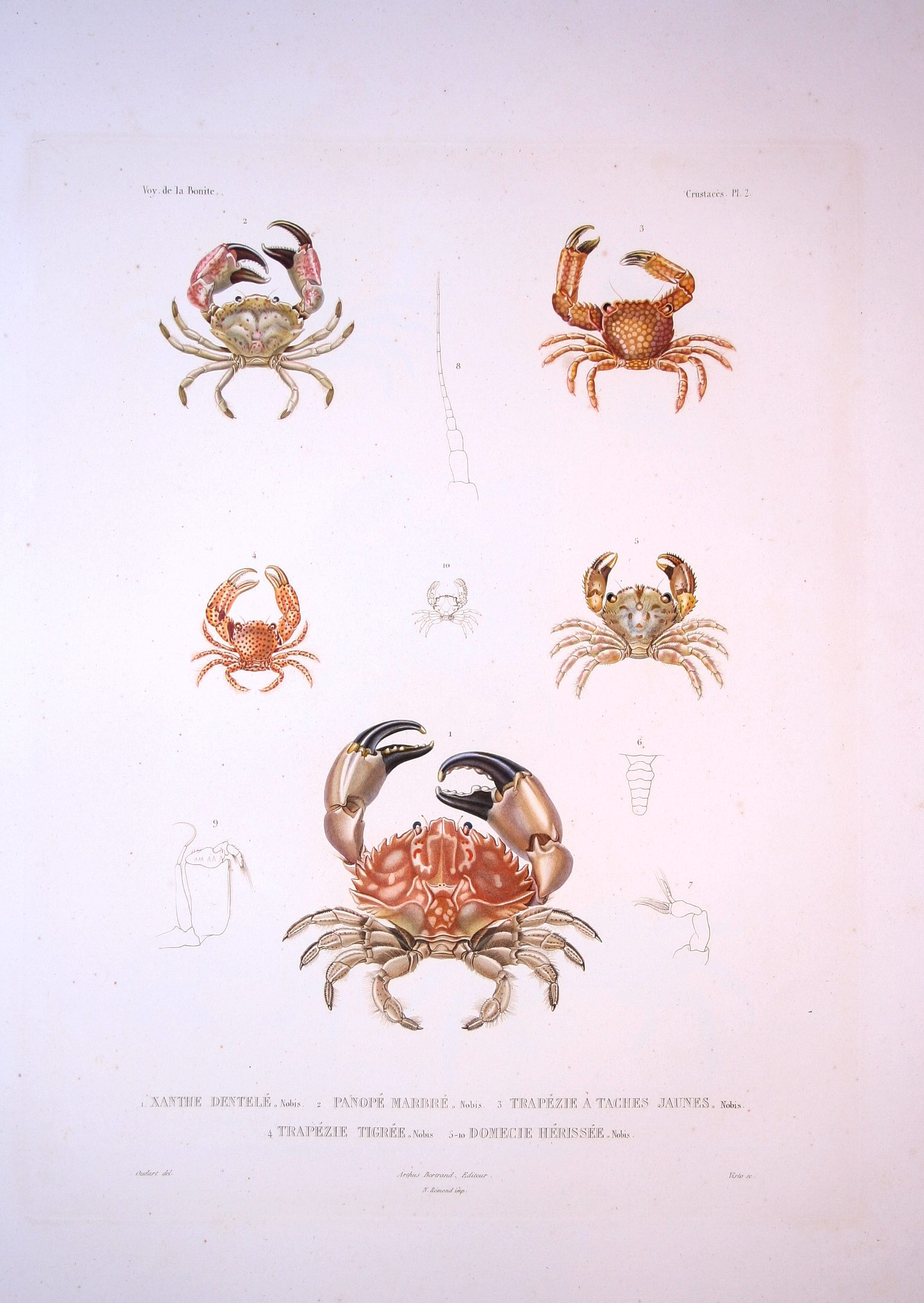